# ГЕС Monsin
ГЕС Monsin — гідроелектростанція у Бельгії. Знаходячись між ГЕС Ivoz-Ramet (9,9 МВт, вище за течією) та ГЕС Lixhe (15,9 МВт), входить до складу каскаду на річці Маас, котра утворює спільну дельту з Рейном (басейн Північного моря). Станом на другу половину 2010-х найпотужніша конвенційна гідроелектростанція у цій рівнинній країні.
З 1930 року Маас перекриває гребля-міст Monsin, котра складається з невисокої перепони у руслі та розташованих над нею шести арок. На початку 1950-х комплекс доповнили машинним залом ГЕС, розташованим на лівому березі на одній осі з греблею. Для цього прокопали короткий канал, котрий забезпечує подачу води до залу та її подальше відведення.
Основне обладнання станції становлять три турбіни типу Капалан потужністю по 6 МВт, які використовують напір у 5,7 метра (рівень води у верхньому б'єфі становить 60 метрів НРМ, у нижньому — 54,3 метра НРМ) та забезпечують виробництво 58 млн кВт·год електроенергії на рік.